# Авъл Ларций Приск
Авъл Ларций Приск (на латински: Aulus Larcius Priscus) e политик и сенатор на Римската империя през 1 и 2 век.
Произлиза от фамилията Ларции. През 110 г. той е суфектконсул заедно със Секст Марций Хонорат.